# GFK Entertainment
GFK Entertainment, stiliserat som GfK Entertainment, är en avdelning inom undersökningsföretaget GFK. Man sammanställer Tysklands officiella musiklista på begäran av Bundesverband Musikindustrie. Media Control GFK International publicerar veckovis Top-100 singel/album, samling, Jazz Top-30, Klassisk Top-20, Schlager Longplay Top-20, Music-DVD Top-20 och the den ofcciella dans (ODC) Top-50-listorna.
Officiella listor i Tyskland presenteras av olika företag, som publicerar olika listor varje vecka, online eller i TV. Ett exempel är VIVA, musikkanal startad 1993. Andra exempel är Musicload och MIX 1 båda verkar online och visar de flesta listorna som varje vecka publiceras av Media Control GFK International. Men hela delen av de officiella listorna presenteras däremot av onlineföretaget Charts.de som är dotterbolag till Media Control GFK International.

## Historia
Listor har funnits i Tyskland sedan 1953, då jukeboxen från USA blev populär. Under denna epok publicerade tidskriften Der Automatenmarkt en lista varje månad över de mest populära låtarna, och som mest fanns 30 placeringar. Tidskriften förblev den enda med en komplett lista över de mest framgångsrika låtarna fram till 1959.
I juni 1959 började Der Musikmarkt publicera månadslistor. Listorna blandade försäljning och speltid i radio. Första listettan var Freddy Quinn's Die Gitarre und das Meer, som samtidigt också toppade den gamla marknaden.
Der Musikmarkt blev efter att under en kort period ha publicerat listorna, den officiella fastställaren av listor. Men det tog nästan ett år för dem att stabilisera listorna, i början kunde en låt klättra från 20:e till 70:e plats. 1960 dök ännu listorna upp en gång i månaden i tidskriften, på sida 15 i varje nummer, med 50 placeringar, ibland ända upp till 54 stycken.
I början av 1965 minskades antalet placeringar ner till 40, men i stället publicerades två listor i månaden, en den 1:a och en den 15:e. Detta pågick i sex år, tills 1971 då man började publicera veckorlistorna, och återigen utökades listan till 50 platser.
Det var först 1977 som Media Control kom in i bilden, och började sin veckolista, och företaget har fortfarande i dag (2019) ansvaret för Tysklands officiella lista. Media Control ändrade antalet listpositioner flera gånger. Från januari 1980 började man publicera Top-75, vilket pågick fram till augusti 1989, därefter kom Top-100.
Beräkningen av online CD-skivor och DVD-skivor och VHS-band började medräknas på  Top 100-listorna för singlar och album i januari 2001 (CD-skivor) och juli 2002 (DVD-skivor och VHS-band).
Det tog dock några år för nedladdningsförsäljningarna att räknas, liksom iTunes, innan den digitala nedladdningen fick list i augusti 2004.
Den enbart digitala listan infördes den 13 juli 2007, för att bara publiceras online, och den har förändrat betydelsen för försäljning på listan. Numera påverkas inte listplaceringen av antalet sålda nedladdningar som förut, utan av produktens försäljningsvärde. Samtidigt började de mest sålda albumet inte nödvändigtvis toppa listan.

## Kategorier
- Top 100, singlar
- Top 100, album
- Top 50 ODC (officiell danslista)
- Klassisk Top 20-lista
- Jazz Top 30-lista
- Samlingslista
- Schlager Top-20 Longplay-lista
- Musik-DVD Top 20-lista
- Top 5, nyinträdanden via SMS